# Petegem-aan-de-Leie
Pour les articles homonymes, voir Petegem.
Petegem-aan-de-Leie est une section de la ville belge de Deinze située en Région flamande dans la province de Flandre-Orientale. C'était une commune à part entière avant la fusion des communes de 1971.
Ce village situé sur la rive sud de la Lys faisait face à la ville de Deinze située juste en face sur l'autre rive. Il est aujourd'hui complètement intégré au noyau urbain de Deinze.

## Démographie

### Évolution démographique
- Sources : INS, Rem. : 1831 jusqu'en 1961 = recensements[2].